# Ryan Patrick Shanahan
Ryan Patrick Shanahan (* 24. Oktober 1976 in Cheverly, Prince George’s County, Maryland) ist ein US-amerikanischer Schauspieler.

## Leben
Shanahan wurde im Arbeiterviertel von Cheverly geboren. In seiner Jugend spielte er Hockey, erlitt allerdings im Alter von 17 Jahren eine Sportverletzung, die eine Profikarriere verhinderte. Er besuchte die Florida State University, wo er während seines Studiums in über 20 Studenten- und Kurzfilmen mitwirkte. Dennoch entschied er sich nach seinem Studium gegen das Schauspiel und ging in die freie Wirtschaft. Nachdem er für einige Unternehmen gearbeitet hatte, gründete er in Denver sein eigenes Unternehmen. Er startete mit einem Budget von 1700 US-Dollar und konnte laut eigenen Angaben im zweiten Geschäftsjahr einen Umsatz von 0,5 Mio. US-Dollar generieren. Nach zehn Jahren als Manager und Geschäftsführer entschloss er sich dazu, das Unternehmen zu verkaufen und seiner früheren Leidenschaft des Schauspiels widmen zu können.
Er wirkte 2015 in zwei Episoden der Fernsehserie Saints vs. Scoundrels mit. Nach einer Episodenrolle in Snapped: She Made Me Do It 2016, folgten 2017 Besetzungen in dem Fernsehfilm Sinister Minister und dem Katastrophenfilm Geo-Disaster – Du kannst nicht entfliehen!. Er blieb den Low-Budget-Filmen treu und spielte 2018 in Avengers Grimm: Time Wars und Alien Siege – Angriffsziel Erde mit. Nach zwei Kurzfilmen folgten 2019 Rollen in A Deadly Romance und Arctic Apocalypse.

## Filmografie
- 2003: Proposal (Kurzfilm)
- 2005: Blue Tea (Kurzfilm)
- 2015: Saints vs. Scoundrels (Fernsehserie, 2 Episoden)
- 2016: Snapped: She Made Me Do It (Fernsehserie, Episode 2x01)
- 2017: Sinister Minister (Fernsehfilm)
- 2017: Geo-Disaster – Du kannst nicht entfliehen! (Geo-Disaster)
- 2018: Avengers Grimm: Time Wars
- 2018: Alien Siege – Angriffsziel Erde (Alien Siege)
- 2018: Sín Fronteras (Kurzfilm)
- 2018: Love Will Out (Kurzfilm)
- 2019: A Deadly Romance (Fernsehfilm)
- 2019: Arctic Apocalypse